# دم تنغ كب (سر أسياب يوسفي)
دم تنغ کب (بالفارسية: دم تنگ کپ) هي قرية تقع في إيران في قسم سر أسياب يوسفي الريفي. يقدر عدد سكانها بـ 0 نسمة بحسب إحصاء 2016.